# سلفونيليوريا
سلفونيل يوريا أو سلفونيليوريا (بالإنجليزية: sulphonylurea)‏ هي مركبات عضوية تستخدم في الطب والزراعة. يعرف عن هذه المركبات بأنها أدوية مضادة للسكري وأنها تستخدم بشكل شائع في علاج النوع الثاني من السكري.
تعمل هذه الأدوية عن طريق زيادة إفراز الإنسولين من خلايا بيتا في البنكرياس.
كذلك، هنالك عدد من هذه المركبات تستخدم في مكافحة الأدغال الزراعية، حيث أنها تتداخل مع تخليق أحماض أمينية معينة في النباتات.

## الأمثلة
- الجيل الأول:
  - ميتاهكزاميد
  - كاربوتاميد
  - أسيتوهيكزاميد
  - كلوربروباميد
  - تولبوتاميد
- الجيل الثاني:
  - غليبيزيد
  - غليكلازيد
  - غليبنكلاميد
  - غليبورنوريد
  - غليكيدون
  - غليسوكسيبيد
  - غليكلوبيراميد
- الجيل الثالث:
  - غليمبريد (يصنفه البعض من الجيل الثالث[1] أما غيرهم فيصنفه من الجيل الثاني[2])
  - غليكلازيد مديد المفعول
- الجيل الرابع:
  - JB253[3]
  - JB558[4]

### أمثلة مبيدات الأعشاب
- سلفوميتورون ميثيل
- فلازاسلفورون